# Плиско Поље
Плиско Поље је насељено место у саставу града Виса, на острву Вису, Сплитско-далматинска жупанија, Република Хрватска.

## Историја
До територијалне реорганизације у Хрватској налазило се у саставу старе општине Вис.

## Становништво
На попису становништва 2011. године, Плиско Поље је имало 19 становника.
| Број становника по пописима | Број становника по пописима | Број становника по пописима | Број становника по пописима | Број становника по пописима | Број становника по пописима | Број становника по пописима | Број становника по пописима | Број становника по пописима | Број становника по пописима | Број становника по пописима | Број становника по пописима | Број становника по пописима | Број становника по пописима | Број становника по пописима | Број становника по пописима |
| --------------------------- | --------------------------- | --------------------------- | --------------------------- | --------------------------- | --------------------------- | --------------------------- | --------------------------- | --------------------------- | --------------------------- | --------------------------- | --------------------------- | --------------------------- | --------------------------- | --------------------------- | --------------------------- |
| 1857                        | 1869                        | 1880                        | 1890                        | 1900                        | 1910                        | 1921                        | 1931                        | 1948                        | 1953                        | 1961                        | 1971                        | 1981                        | 1991                        | 2001                        | 2011                        |
| 0                           | 0                           | 68                          | 89                          | 84                          | 88                          | 70                          | 77                          | 90                          | 82                          | 57                          | 36                          | 28                          | 21                          | 21                          | 19                          |

Напомена: У 1857. и 1869. подаци су садржани у насељу Вис. До 1931. исказивано је као део насеља.

### Попис1991.
На попису становништва 1991. године, насељено место Плиско Поље је имало 21 становника, следећег националног састава:
| Попис 1991.‍ | Попис 1991.‍ | Попис 1991.‍ | Попис 1991.‍ | Попис 1991.‍ |
| ----------- | ----------- | ----------- | ----------- | ----------- |
|             |             |             |             |             |
| Хрвати      | Хрвати      |             | 20          | 95,23%      |
| остали      | остали      |             | 1           | 4,76%       |
| укупно: 21  |             |             |             |             |